# Larnita
La larnita és un mineral de la classe dels silicats, que pertany al grup de l'olivina. Rep el seu nom de la seva localitat tipus, a Larne, Irlanda del Nord.

## Característiques
La larnita és un nesosilicat de fórmula química Ca₂SiO₄. Cristal·litza en el sistema monoclínic. La larnita cristal·litza a altes temperatures. Es produeix en zones calcàries o en guix en contacte amb roques basàltiques foses. Éss estable en el rang de 520° a 670 °C; en cas contrari, només és metaestable a temperatures més baixes i s'inverteix al seu polimorf de baixa temperatura, la calcio-olivina, quan commocionat. La seva duresa a l'escala de Mohs és 6.
Segons la classificació de Nickel-Strunz, la larnita pertany a «9.AD - Nesosilicats sense anions addicionals; cations en [6] i/o major coordinació» juntament amb els següents minerals: calcio-olivina, merwinita, bredigita, andradita, almandina, calderita, goldmanita, grossulària, henritermierita, hibschita, hidroandradita, katoïta, kimzeyita, knorringita, majorita, morimotoïta, vogesita, schorlomita, spessartina, uvarovita, wadalita, holtstamita, kerimasita, toturita, momoiïta, eltyubyuïta, coffinita, hafnó, torita, thorogummita, zircó, stetindita, huttonita, tombarthita-(Y), eulitina i reidita.

## Formació i jaciments
Va ser descoberta l'any 1929 a Scawt Hill, Larne, al comtat d'Antrim (Irlanda del Nord, Regne Unit), on sol trobar-se associada a altres minerals com: wol·lastonita, spurrita, perovskita, merwinita, gehlenita i minerals del grup de la mel·lilita.